# Liga Futsal de 2003
A Liga Futsal de 2003 é a 8.ª edição do principal torneio de futebol de salão do Brasil, à época organizado pela Confederação Brasileira de Futsal (CBFS). Nos dias atuais, corresponde oficialmente à Liga Nacional de Futsal.
Na maior temporada (em número de participantes) até então, a Ulbra se tornou a primeira equipe tricampeã da história da competição. Líder absoluto, o time canoense avançou à segunda fase com a melhor campanha geral. A pontuação da primeira fase foi determinante: Ulbra, Atlântico e Barueri somaram 13 pontos na segunda etapa e provocaram uma repescagem. Com a melhor campanha, a Ulbra foi mandante da partida contra o Atlântico, pois a pior campanha entre as três (Barueri) acabou automaticamente eliminada pelo regulamento.
Com a vitória por 2 a 1 diante do Atlântico, a Ulbra avançou à semifinal contra o estreante São Bernardo. Derrotado em casa por 4 a 2, o clube canoense foi até São Paulo e igualou a série ao vencer por 3 a 2. A vaga foi confirmada somente na prorrogação, com um placar de 2 a 1 em favor dos visitantes. Mais uma vez, o título foi decidido entre os rivais Ulbra e Carlos Barbosa: duas vitórias (por 2 a 0 na ida e 5 a 3 na volta) e o troféu acabou em Canoas pela terceira vez.
Os semifinalistas Jaraguá e São Bernardo encerraram a edição como terceiro e quarto colocados. Pablo, ala direito de Carlos Barbosa, e Serjão, pivô da Ulbra, marcaram 25 gols cada e dividiram a artilharia.

## Fórmula de disputa

### Primeira fase
Na primeira fase, com os participantes distribuídos em dois grupos, as equipes enfrentaram apenas o grupo oposto em turnos de ida e volta. O campeonato seguiu o sistema padrão: 3 pontos por vitória, 1 ponto por empate e 0 por derrota. Em casos de igualdade na classificação, o critério de desempate considerado foi o saldo de gols. Por conta da diferença no número de equipes de cada grupo, o grupo B teve uma eliminação (4 no total) a mais que o grupo A (3 no total).

### Segunda fase
Nesta fase, a distribuição foi mantida e os confrontos passaram a ocorrer entre as equipes do mesmo grupo. A fórmula de disputa foi a mesma da primeira etapa. Apenas líderes e vice-líderes se classificaram para o mata-mata da competição. Caso ocorresse empate de pontuação na zona de classificação, o regulamento previa um confronto extra entre as equipes empatadas — caso fossem três, o pior colocado na classificação geral ficaria fora do confronto e seria automaticamente eliminado.

### Fase final
O líder de cada grupo enfrentou o vice-líder do grupo oposto nas semifinais, em confronto com ida e volta — com a equipe de melhor campanha exercendo mando na segunda partida. Em caso de vitórias alternadas ou dois empates na chave, aplicou-se prorrogação com vantagem para a equipe de melhor classificação geral. Os vencedores avançaram para a decisão (com a mesma fórmula).

## Participantes
| Equipe         | Parceria(s) | Cidade                | Estado | Em 2002          | Títulos (último) |
| -------------- | ----------- | --------------------- | ------ | ---------------- | ---------------- |
| AABB           | Umbro       | São Paulo             | SP     | (não participou) | 0 (não possui)   |
| Atlântico      | (nenhuma)   | Erechim               | RS     | 7.º              | 0 (não possui)   |
| Barueri        | Penalty     | Barueri               | SP     | (não participou) | 0 (não possui)   |
| Carlos Barbosa | (nenhuma)   | Carlos Barbosa        | RS     | 8.º              | 1 (2001)         |
| Caxias         | Multisul    | Caxias do Sul         | RS     | 5.º              | 0 (não possui)   |
| Dom Bosco      | SEI         | Cuiabá                | MT     | (não participou) | 0 (não possui)   |
| Goiás          | UCG         | Goiânia               | GO     | 4.º              | 0 (não possui)   |
| Internacional  | (nenhuma)   | Porto Alegre          | RS     | (não participou) | 1 (1996)         |
| Jaraguá        | Malwee      | Jaraguá do Sul        | SC     | 3.º              | 0 (não possui)   |
| Joinville      | (nenhuma)   | Joinville             | SC     | (não participou) | 0 (não possui)   |
| Londrina       | AABB        | Londrina              | PR     | 9.º              | 0 (não possui)   |
| Maringá        | Poker       | Maringá               | PR     | (não participou) | 0 (não possui)   |
| Minas          | (nenhuma)   | Belo Horizonte        | MG     | 2.º              | 0 (não possui)   |
| Rio Verde      | Fesurv      | Rio Verde             | GO     | 11.º             | 0 (não possui)   |
| São Bernardo   | Banespa     | São Bernardo do Campo | SP     | 6.º              | 0 (não possui)   |
| São Paulo      | São Caetano | São Paulo             | SP     | 10.º             | 0 (não possui)   |
| Ulbra          | (nenhuma)   | Canoas                | RS     | 1.º              | 2 (2002)         |

## Primeira fase

### Grupo A
| Pos | Equipe    | Pts | J  | V  | E | D  | GP | GC | SG  | %  | Classificação                     |
| --- | --------- | --- | -- | -- | - | -- | -- | -- | --- | -- | --------------------------------- |
| 1   | Ulbra     | 45  | 18 | 14 | 3 | 1  | 75 | 34 | +41 | 84 | Classificados para a segunda fase |
| 2   | Jaraguá   | 42  | 18 | 14 | 0 | 4  | 81 | 44 | +37 | 78 | Classificados para a segunda fase |
| 3   | Atlântico | 39  | 18 | 12 | 3 | 3  | 69 | 45 | +24 | 73 | Classificados para a segunda fase |
| 4   | Caxias    | 34  | 18 | 9  | 7 | 2  | 75 | 51 | +24 | 63 | Classificados para a segunda fase |
| 5   | Barueri   | 31  | 18 | 9  | 4 | 5  | 62 | 45 | +17 | 58 | Classificados para a segunda fase |
| 6   | Dom Bosco | 24  | 18 | 7  | 3 | 8  | 52 | 64 | -12 | 45 | Eliminados na primeira fase       |
| 7   | Londrina  | 17  | 18 | 4  | 5 | 9  | 36 | 56 | -20 | 32 | Eliminados na primeira fase       |
| 8   | AABB      | 16  | 18 | 4  | 4 | 10 | 46 | 55 | -9  | 30 | Eliminados na primeira fase       |

### Grupo B
| Pos | Equipe         | Pts | J  | V | E | D  | GP | GC | SG  | %  | Classificação                     |
| --- | -------------- | --- | -- | - | - | -- | -- | -- | --- | -- | --------------------------------- |
| 1   | Carlos Barbosa | 25  | 16 | 7 | 4 | 5  | 49 | 37 | +12 | 53 | Classificados para a segunda fase |
| 2   | São Paulo      | 24  | 16 | 7 | 3 | 6  | 39 | 40 | -1  | 50 | Classificados para a segunda fase |
| 3   | Maringá        | 22  | 16 | 7 | 1 | 8  | 48 | 54 | -6  | 46 | Classificados para a segunda fase |
| 4   | São Bernardo   | 21  | 16 | 6 | 3 | 7  | 57 | 55 | +2  | 44 | Classificados para a segunda fase |
| 5   | Internacional  | 18  | 16 | 4 | 6 | 6  | 45 | 48 | -3  | 38 | Classificados para a segunda fase |
| 6   | Goiás          | 17  | 16 | 5 | 2 | 9  | 49 | 60 | -11 | 36 | Eliminados na primeira fase       |
| 7   | Joinville      | 13  | 16 | 3 | 4 | 9  | 38 | 61 | -23 | 28 | Eliminados na primeira fase       |
| 8   | Rio Verde      | 10  | 16 | 2 | 4 | 10 | 46 | 64 | -18 | 21 | Eliminados na primeira fase       |
| 9   | Minas          | 5   | 16 | 1 | 2 | 13 | 23 | 77 | -54 | 11 | Eliminados na primeira fase       |

### Resultados
Na horizontal, os resultados como mandante. Na vertical, os resultados como visitante.
|                | AAB | ATL | BAR | CBA | CAX | DOM | GOI | INT | JAR | JOI | LON | MAR | MIN | RIO  | SBE | SAO | ULB |
| -------------- | --- | --- | --- | --- | --- | --- | --- | --- | --- | --- | --- | --- | --- | ---- | --- | --- | --- |
| AABB           | —   |     |     | 1-1 |     |     | 6-4 | 2-1 |     | 2-2 |     | 6-2 | 9-3 | 1-1  | 1-6 | 1-2 |     |
| Atlântico      |     | —   |     | 5-1 |     |     | 2-2 | 3-1 |     | 3-2 |     | 8-3 | 7-3 | 5-0  | 4-4 | 4-1 |     |
| Barueri        |     |     | —   | 3-3 |     |     | 3-0 | 1-2 |     | 2-2 |     | 3-0 | 3-3 | 4-3  | 6-5 | 2-3 |     |
| Carlos Barbosa | 4-2 | 4-0 | 4-1 | —   | 4-4 | 4-1 |     |     | 3-1 |     | 6-1 |     |     |      |     |     | 1-2 |
| Caxias         |     |     |     | 3-2 | —   |     | 6-2 | 4-4 |     | 7-0 |     | 6-2 | 3-1 | 5-2  | 4-4 | 3-2 |     |
| Dom Bosco      |     |     |     | 3-5 |     | —   | 2-3 | 1-1 |     | 4-3 |     | 4-3 | 3-2 | 5-4  | 2-6 | 2-4 |     |
| Goiás          | 3-2 | 3-4 | 5-5 |     | 7-5 | 3-4 | —   |     | 4-3 |     | 3-2 |     |     |      |     |     | 3-4 |
| Internacional  | 3-2 | 3-3 | 3-6 |     | 4-4 | 4-2 |     | —   | 5-6 |     | 6-1 |     |     |      |     |     | 1-3 |
| Jaraguá        |     |     |     | 5-3 |     |     | 4-2 | 3-0 | —   | 5-6 |     | 5-4 | 5-0 | 10-3 | 5-1 | 3-0 |     |
| Joinville      | 5-2 | 4-7 | 3-5 |     | 1-4 | 2-2 |     |     | 1-6 | —   | 3-1 |     |     |      |     |     | 2-3 |
| Londrina       |     |     |     | 1-0 |     |     | 5-4 | 4-4 |     | 1-1 | —   | 2-5 | 7-0 | 2-2  | 0-2 | 3-3 |     |
| Maringá        | 3-2 | 5-1 | 3-0 |     | 2-2 | 6-1 |     |     | 2-4 |     | 3-1 | —   |     |      |     |     | 3-2 |
| Minas          | 1-0 | 2-4 | 1-7 |     | 1-4 | 2-6 |     |     | 1-7 |     | 1-1 |     | —   |      |     |     | 1-7 |
| Rio Verde      | 3-3 | 4-6 | 3-2 |     | 4-4 | 4-5 |     |     | 2-3 |     | 8-1 |     |     | —    |     |     | 1-4 |
| São Bernardo   | 6-3 | 1-3 | 2-5 |     | 5-3 | 4-4 |     |     | 5-1 |     | 1-2 |     |     |      | —   |     | 1-7 |
| São Paulo      | 5-1 | 2-0 | 0-4 |     | 4-4 | 4-1 |     |     | 2-5 |     | 4-1 |     |     |      |     | —   | 1-1 |
| Ulbra          |     |     |     | 4-4 |     |     | 3-1 | 3-3 |     | 7-1 |     | 7-2 | 4-1 | 4-2  | 5-4 | 5-2 | —   |

## Segunda fase

### Grupo C
| Pos | Equipe    | Pts | J | V | E | D | GP | GC | SG  | %  | Classificação                  |
| --- | --------- | --- | - | - | - | - | -- | -- | --- | -- | ------------------------------ |
| 1   | Jaraguá   | 16  | 8 | 5 | 1 | 2 | 17 | 15 | +2  | 67 | Classificado para a fase final |
| 2   | Ulbra     | 13  | 8 | 4 | 1 | 3 | 19 | 10 | +9  | 55 | Vaga em disputa                |
| 3   | Barueri   | 13  | 8 | 4 | 1 | 3 | 23 | 20 | +3  | 55 | Vaga em disputa                |
| 4   | Atlântico | 13  | 8 | 4 | 1 | 3 | 16 | 18 | -2  | 55 | Vaga em disputa                |
| 5   | Caxias    | 2   | 8 | 0 | 2 | 6 | 15 | 27 | -12 | 9  | Eliminado na segunda fase      |

#### Resultados
Na horizontal, os resultados como mandante. Na vertical, os resultados como visitante.
|           | ATL | BAR | CAX | JAR | ULB |
| --------- | --- | --- | --- | --- | --- |
| Atlântico | —   | 1-0 | 3-3 | 1-5 | 2-1 |
| Barueri   | 4-3 | —   | 6-3 | 2-1 | 3-2 |
| Caxias    | 2-3 | 4-4 | —   | 1-2 | 0-3 |
| Jaraguá   | 2-1 | 4-3 | 2-1 | —   | 0-5 |
| Ulbra     | 1-2 | 2-1 | 4-1 | 1-1 | —   |

#### Decisão de vaga
Com o empate de pontuação entre Ulbra, Barueri e Atlântico, o regulamento implicou na realização de um playoff extra entre as duas melhores campanhas gerais (somando primeira e segunda fase) para decidir a segunda vaga nas semifinais. De forma automática, o Barueri foi eliminado por possuir a pior pontuação geral entre as três equipes.
|       | Placar |           |
| ----- | ------ | --------- |
| Ulbra | 2–1    | Atlântico |

### Grupo D
| Pos | Equipe         | Pts | J | V | E | D | GP | GC | SG | %  | Classificação                   |
| --- | -------------- | --- | - | - | - | - | -- | -- | -- | -- | ------------------------------- |
| 1   | São Bernardo   | 15  | 8 | 4 | 3 | 1 | 23 | 19 | +4 | 63 | Classificados para a fase final |
| 2   | Carlos Barbosa | 14  | 8 | 4 | 2 | 2 | 22 | 18 | +4 | 59 | Classificados para a fase final |
| 3   | São Paulo      | 13  | 8 | 4 | 1 | 3 | 25 | 22 | +3 | 55 | Eliminados na segunda fase      |
| 4   | Internacional  | 11  | 8 | 3 | 2 | 3 | 19 | 22 | -3 | 46 | Eliminados na segunda fase      |
| 5   | Maringá        | 5   | 8 | 1 | 2 | 5 | 20 | 28 | -8 | 21 | Eliminados na segunda fase      |

#### Resultados
Na horizontal, os resultados como mandante. Na vertical, os resultados como visitante.
|                | CBA | INT | MAR | SBE | SAO |
| -------------- | --- | --- | --- | --- | --- |
| Carlos Barbosa | —   | 5-1 | 3-2 | 2-2 | 3-2 |
| Internacional  | 2-0 | —   | 3-1 | 1-1 | 1-7 |
| Maringá        | 4-4 | 4-3 | —   | 3-3 | 3-4 |
| São Bernardo   | 3-2 | 2-6 | 4-1 | —   | 4-2 |
| São Paulo      | 2-3 | 2-2 | 4-2 | 2-4 | —   |

## Fase final
|  | Semifinais | Semifinais     | Semifinais | Semifinais |   |    | Final          | Final | Final | Final |
|  |            |                |            |            |   |    |                |       |       |       |
|  | 1C         | Jaraguá        | 4          | 1          |   |    |                |       |       |       |
|  | 2D         | Carlos Barbosa | 5          | 5          |   |    |                |       |       |       |
|  |            |                |            |            |   | S1 | Carlos Barbosa | 0     | 3     |       |
|  |            | S2             | Ulbra      | 2          | 5 |    |                |       |       |       |
|  | 1D         | São Bernardo   | 4          | 2 (1)      |   |    |                |       |       |       |
|  | 2C         | Ulbra          | 2          | 3 (2)      |   |    |                |       |       |       |

## Premiação
| Liga Futsal de 2003       |
| ------------------------- |
|                           |
| Ulbra Campeã (3.º título) |

### Seleção do campeonato
| Pos.           | Vencedor       | Equipe         |
| -------------- | -------------- | -------------- |
| Goleiro        | Serginho       | São Bernardo   |
| Fixo           | Índio          | Ulbra          |
| Ala direito    | Tatu           | Ulbra          |
| Alas esquerdos | Pablo          | Carlos Barbosa |
| Alas esquerdos | Falcão         | Jaraguá        |
| Pivô           | Simi           | Barueri        |
| Técnico        | PC de Oliveira | Ulbra          |

### Prêmios individuais
| Prêmio         | Vencedor | Vencedor | Equipe         |
| -------------- | -------- | -------- | -------------- |
| Melhor jogador | Tatu     | Tatu     | Ulbra          |
| Revelação      | Rafael   | Rafael   | Ulbra          |
| Artilheiros    | Pablo    | 25 gols  | Carlos Barbosa |
| Artilheiros    | Serjão   | 25 gols  | Ulbra          |

## Classificação geral
| Pos | Equipe         | Pts | J  | V  | E | D  | GP  | GC | SG  | %  | Classificação               |
| --- | -------------- | --- | -- | -- | - | -- | --- | -- | --- | -- | --------------------------- |
| 1   | Ulbra          | 70  | 31 | 22 | 4 | 5  | 110 | 55 | +55 | 76 | Campeão                     |
| 2   | Carlos Barbosa | 45  | 28 | 13 | 6 | 9  | 84  | 67 | +17 | 54 | Vice-campeão                |
| 3   | Jaraguá        | 58  | 28 | 19 | 1 | 8  | 103 | 69 | +34 | 70 | Eliminados nas semifinais   |
| 4   | São Bernardo   | 39  | 26 | 11 | 6 | 9  | 87  | 81 | +6  | 50 | Eliminados nas semifinais   |
| 5   | Atlântico      | 52  | 27 | 16 | 4 | 7  | 86  | 65 | +21 | 65 | Eliminados na segunda fase  |
| 6   | Barueri        | 44  | 26 | 13 | 5 | 8  | 85  | 65 | +20 | 57 | Eliminados na segunda fase  |
| 7   | São Paulo      | 37  | 24 | 11 | 4 | 9  | 64  | 62 | +2  | 52 | Eliminados na segunda fase  |
| 8   | Caxias         | 36  | 26 | 9  | 9 | 8  | 90  | 78 | +12 | 47 | Eliminados na segunda fase  |
| 9   | Internacional  | 29  | 24 | 7  | 8 | 9  | 64  | 70 | -6  | 41 | Eliminados na segunda fase  |
| 10  | Maringá        | 27  | 24 | 8  | 3 | 13 | 68  | 82 | -14 | 38 | Eliminados na segunda fase  |
| 11  | Dom Bosco      | 24  | 18 | 7  | 3 | 8  | 52  | 64 | -12 | 45 | Eliminados na primeira fase |
| 12  | Goiás          | 17  | 16 | 5  | 2 | 9  | 49  | 60 | -11 | 36 | Eliminados na primeira fase |
| 13  | Londrina       | 17  | 18 | 4  | 5 | 9  | 36  | 56 | -20 | 32 | Eliminados na primeira fase |
| 14  | AABB           | 16  | 18 | 4  | 4 | 10 | 46  | 55 | -9  | 30 | Eliminados na primeira fase |
| 15  | Joinville      | 13  | 16 | 3  | 4 | 9  | 38  | 61 | -23 | 28 | Eliminados na primeira fase |
| 16  | Rio Verde      | 10  | 16 | 2  | 4 | 10 | 46  | 64 | -18 | 21 | Eliminados na primeira fase |
| 17  | Minas          | 5   | 16 | 1  | 2 | 13 | 23  | 77 | -54 | 11 | Eliminados na primeira fase |